# Marshall Willock
Marshall Jake Willock (Birmingham, 7 aprile 2000) è un calciatore montserratiano con cittadinanza britannica, difensore dello Stamford.

## Carriera

### Club
Ha giocato tra la quinta e la settima divisione inglese e nella terza divisione finlandese.

### Nazionale
Il 16 novembre 2021 ha esordito con la nazionale montserratiana giocando l'incontro perso 1-0 contro l'El Salvador, valido per la CONCACAF Nations League 2019-2020.

## Statistiche

### Cronologia presenze e reti in nazionale
| Cronologia completa delle presenze e delle reti in nazionale ― Montserrat | Cronologia completa delle presenze e delle reti in nazionale ― Montserrat | Cronologia completa delle presenze e delle reti in nazionale ― Montserrat | Cronologia completa delle presenze e delle reti in nazionale ― Montserrat | Cronologia completa delle presenze e delle reti in nazionale ― Montserrat | Cronologia completa delle presenze e delle reti in nazionale ― Montserrat | Cronologia completa delle presenze e delle reti in nazionale ― Montserrat | Cronologia completa delle presenze e delle reti in nazionale ― Montserrat |
| Data                                                                      | Città                                                                     | In casa                                                                   | Risultato                                                                 | Ospiti                                                                    | Competizione                                                              | Reti                                                                      | Note                                                                      |
| ------------------------------------------------------------------------- | ------------------------------------------------------------------------- | ------------------------------------------------------------------------- | ------------------------------------------------------------------------- | ------------------------------------------------------------------------- | ------------------------------------------------------------------------- | ------------------------------------------------------------------------- | ------------------------------------------------------------------------- |
| 16-11-2019                                                                | San Salvador                                                              | El Salvador                                                               | 1 – 0                                                                     | Montserrat                                                                | CONCACAF Nations League 2019-2020 - Fase a gironi                         | -                                                                         | 79’                                                                       |
| 19-11-2019                                                                | Gros Islet                                                                | Saint Lucia                                                               | 0 – 1                                                                     | Montserrat                                                                | CONCACAF Nations League 2019-2020 - Fase a gironi                         | -                                                                         | 90’                                                                       |
| 2-7-2021                                                                  | Fort Lauderdale                                                           | Trinidad e Tobago                                                         | 6 – 1                                                                     | Montserrat                                                                | Qual. Gold Cup 2021                                                       | -                                                                         | 85’                                                                       |
| Totale                                                                    |                                                                           | Presenze                                                                  | 3                                                                         |                                                                           | Reti                                                                      | 0                                                                         |                                                                           |